# Justyna Śliwa
Justyna Śliwa (ur. 16 października 1998) – polska judoczka.
Zawodniczka UKJ ASzWoj Warszawa (od 2011). Dwukrotna medalistka mistrzostw Polski seniorek: srebrna w 2018 w kategorii do 70 kg oraz brązowa w 2016 w kategorii do 78 kg. Ponadto m.in. akademicka mistrzyni Polski 2019.